# Macrobrachium ohione
Macrobrachium ohione е вид десетоного от семейство Palaemonidae. Видът не е застрашен от изчезване.

## Разпространение и местообитание
Разпространен е в САЩ (Алабама, Арканзас, Вирджиния, Джорджия, Илинойс, Индиана, Луизиана, Мисисипи, Мисури, Оклахома, Охайо, Северна Каролина, Тексас, Флорида и Южна Каролина).
Обитава крайбрежията на сладководни басейни, океани, заливи, реки и потоци. Среща се на дълбочина от 1 до 3,5 m.